# Khatouat
Le site du Khatouat est un massif forestier protégé, un SIBE (Site d'Intérêt Biologique et Écologique n° 39) du domaine continental (zone terrestre) situé au Maroc.

## Situation
La province administrative est celle de Settat, Khouribga. Le centre administratif proche est Ez-Zhiliga. Sur le plan forestier, c'est le massif de Ben Ahmed, Oued-Zem et la région biogéographique no 8 (ZAER). Le massif occupe une superficie estimé à 5 000 ha avec un système foncier de domaine forestier délimité.

## Géologie
Ce sont des formations gréseuses et schisteuses de l'ère primaire, formant des reliefs de collines et vallées non encaissées avec des versants de pente douce.[réf. nécessaire]

## Flore et végétation

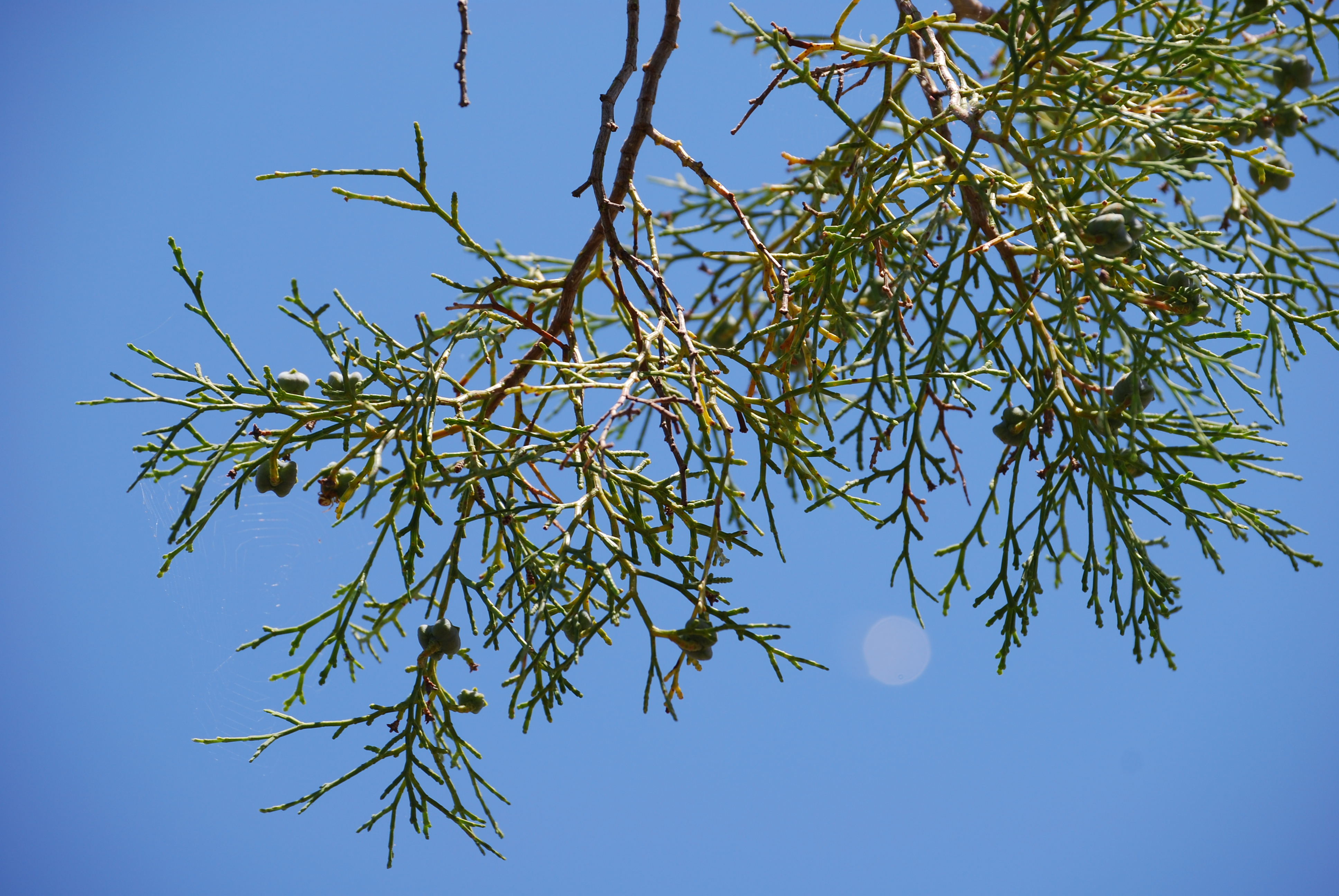
Tetraclinis articulata ou Thuya de Berbérie

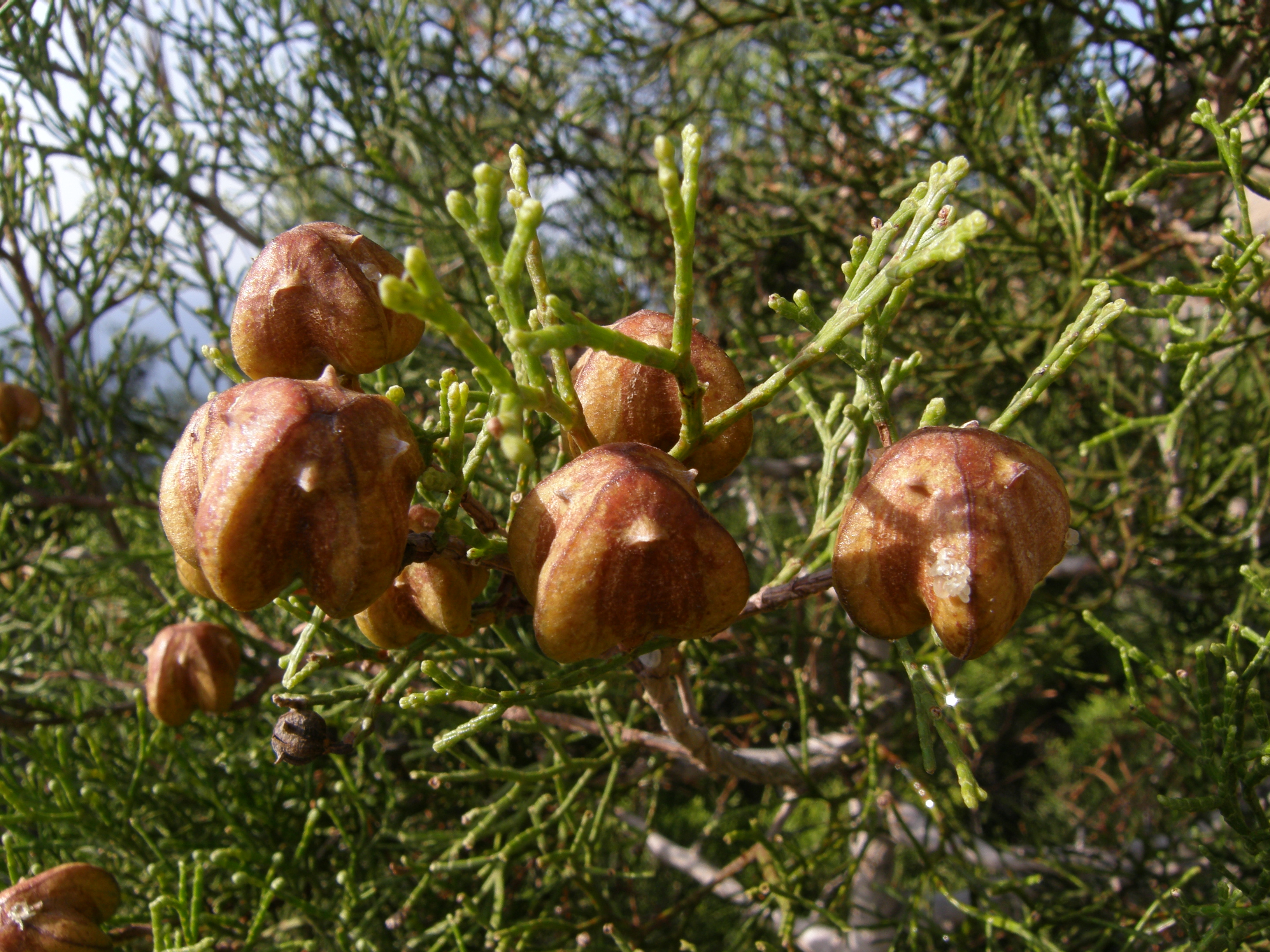
Cônes de Tetraclinis articulata (région d'Al Hoceima, Maroc Nord)

La végétation comprend des formations arborescentes à Thuyas de Berbérie (ou Cyprès marocains), à chênes verts et chênes lièges.

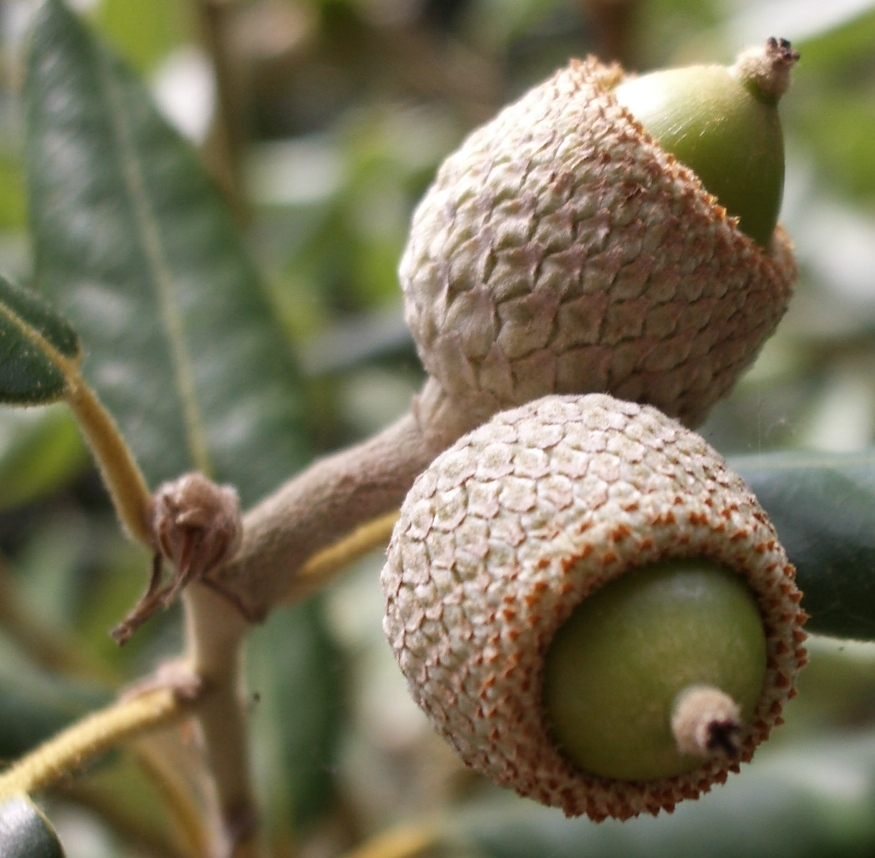
^{Gland de Chêne vert (Quercus ilex)}

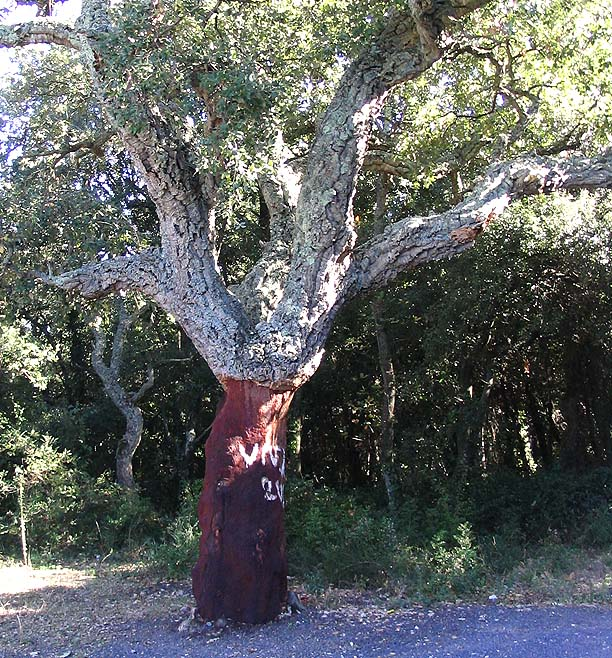
^{Chêne liège (Quercus suber}

## Faune
Mammifères, oiseaux, reptiles : certaines espèces sont rares ou endémiques, présentes dans ce massif.[réf. nécessaire]

## Écosystèmes et milieux

### Tetraclinaie
Formation à Tetraclinis (Callitris) articulata (cyprès marocain) dégradée, ne se régénérant pas.[réf. nécessaire]

### Chênaie verte
ormation à Quercus ilex (chêne vert) : dégradée en basse altitude, moyennement conservée plus haut, ne se régénérant pas.[réf. nécessaire]

### Subéraie
Formation à Quercus suber (chêne liège) : moyennement dégradée en basse altitude, mieux conservée en altitude.[réf. nécessaire]